# 結城ゆかり
結城 ゆかり（ゆうき ゆかり、1970年3月2日 - ）は、日本の元AV女優。
東京都出身。T159/B78/W58/H81（デビュー時）。血液型O型。
なお生年はAV『メロディー』（宇宙企画）のパッケージでは1968年と記載されている。

## 略歴
アリスJAPAN専属女優として、1988年12月に『レモン哀歌』でデビュー。バスト78センチのスレンダーボディと、繊細な美少女イメージで人気を呼んだ。女優志向が強かったことから、ドラマ仕立ての出演作が多く、カラミはソフトなものが殆どだった。グラビア活動は少なかったが、写真集2冊を残している。1990年4月発売の『好奇心』（宇宙企画）を最後に引退した。

## 作品

### アダルトビデオ（オリジナル作品）
- レモン哀歌　（1988年12月21日、アリスJAPAN）
- とってもメシベ　（1989年2月21日、アリスJAPAN）
- キッスはマタにして　（1989年4月21日、アリスJAPAN）
- 女教師の下着　（1989年4月24日、マドンナメイト）　共演：冴島奈緒、出演 : 大槻ケンヂ
- 妹の下着　（1989年5月13日、VINL）
- クラスメイトは若奥様　（1989年6月25日、VIP）
- フラッシュバック 15　（1989年7月21日、アリスJAPAN）
- みんなあげる　（1989年8月5日、MADONNA VIRGIN （フェニックス））
- メロディー　（1989年8月27日、宇宙企画）
- FETISTIC VIDEO MAGAZINE　淑女館　（1989年9月10日、宇宙企画）　共演：叶順子、松本まりな
- 満子のおたまじゃくし　（1989年10月1日、アリスJAPAN）
- さよならBABY　危険なときめき　（1989年10月9日、シェール）
- スーパーズームアップ 4　（1989年12月1日、アリスJAPAN）
- 危険な香り　（1989年12月12日、ファイブスター）
- あなたにゆれて　（1989年12月25日、MARIANA （ホップ））
- 私をベッドにつれてって　（1990年1月5日、MADONNA VIRGIN （フェニックス））
- 灼熱ヴィーナス モザイクの神話　（1990年3月21日、EVE）
- 好奇心　（1990年4月15日、宇宙企画）

### アダルトビデオ（主な編集作品）
- ベスト・ヒット・フェニックス 6（1989年11月10日、フェニックスビデオ）全5名
- 濃縮10連発 4 （1990年5月26日、VIP）全10名
- ベスト・ヒット・フェニックス 7（1990年6月28日、フェニックスビデオ）全5名
- ランジェリー大会 濃縮20連発 3（1990年8月25日、ファイブスター FV-8808）全10名
- ランジェリー大会 濃縮10連発 3（1990年10月5日、笠倉出版社 AJV31-40）全5名
- 12人の本番中毒 8（1990年、KUKI QX110）全12名
- 20世紀FUCK VOL.2（2000年5月26日、メディアバンク）DVD 多数出演
- 結城ゆかりスペシャル（2001年5月25日、アリスJAPAN）DVD ※「レモン哀歌」「とってもメシベ」を収録
- 宇宙企画Classic 淑女館（2002年9月27日、宇宙企画）DVD 全6名 ※「淑女館 1」「淑女館 2」を収録
- 宇宙企画Classic BEST REMIX 2（2003年6月13日、宇宙企画）DVD 多数出演

## 書籍

### 写真集
- 結城ゆかり写真集（1989年5月30日発行、撮影：高橋生建、近代映画社）ISBN 4764815923
- 精（ニンフ）の吐息（1990年2月24日発行、撮影：高橋生建、コスミックインターナショナル）ISBN 4885320682